# Joyeuse compagnie sur une terrasse
Joyeuse compagnie sur une terrasse est une peinture de genre du peintre néerlandais Jan Steen datée de vers 1670 et conservée au Metropolitan Museum of Art de New York.

## Description
Le tableau représente un groupe de personnes, sans doute trois générations de la même famille, en train de consommer du vin autour d'une table sur une terrasse. Au centre, une jeune femme blonde est tournée vers le spectateur. Il s'agit possiblement de Margareta van Goyen, fille du peintre Jan van Goyen et première épouse de Jan Steen. A l'extrême gauche, l'homme avec un bonnet est une représentation du peintre lui-même. L'homme qui tente d'embrasser une servante au second plan à gauche est Hans Wurst, un personnage traditionnel de la comédie allemande improvisée (Stegreiftheater (de)) du XVIe et XVIIe siècles, également présent dans les chambres de rhétorique néerlandaises.
Plusieurs animaux sont présents : un chien brun et blanc devant la table, et un hibou perché sur une poutre près d'une cage.
Jan Steen fait appel à une palette de couleurs typique de son style, utilisant une gamme variée de teintes marrons et des touches de rose saumon ou corail comme sur la chaussure de la femme au premier plan. Steen traite également les différentes textures avec délicatesse.
Le peintre prête attention aux gestes des mains de ses différents personnages : la servante soulève un plat, le jeune homme joue de la flûte, le vieillard serre son bonnet de fourrure, etc.

## Analyse
Le tableau a une visée humoristique et ironique. L'enfant avec un chien et un jouet est une parodie des portraits d'enfants de cette époque, où le sujet est représenté avec un animal de compagnie symbolisant une bonne éducation. Le pichet tenu par l'aubergiste et le verre de la jeune femme seraient une allusion sexuelle. Le tournesol à droite symbolise la luxure, tandis que le hibou représente la stupidité et l'ivresse. 

## Histoire
Le tableau est peint vers 1670. Avant 1819 il appartient à l'homme d'Etat néerlandais Gerrit Schimmelpenninck. Après avoir appartenu à des collectionneurs anglais puis américain, le tableau retourne en Hollande au musée Boijmans Van Beuningen, puis est acquis par le Metropolitan Museum of Art en 1958.

## Sources
- [Salinger 1959] (en) Margaretta M. Salinger, « Jan Steen's Merry Company », The Metropolitan Museum of Art Bulletin, vol. 17, no 5,‎ 1959, p. 121-131 (JSTOR 3257799, lire en ligne)
- [Metropolitan Museum of Art 1987] (en) Metropolitan Museum of Art, Europe in the Age of Monarchy, New York, Metropolitan Museum of Art, 1987, 158 p. (ISBN 0870994492, lire en ligne), p. 100
- [Liedtke 2007] (en) Walter Liedtke, Dutch Paintings in The Metropolitan Museum of Art. Volume I and II, New York, Metropolitan Museum of Art, 2007, 1083 p. (ISBN 978-1588392732, lire en ligne), p. 844-847